# Bolemir
Bolemir – staropolskie imię męskie, złożone z członów Bole- ("więcej, bardziej") i -mir ("pokój, spokój, dobro"). Imię to mogło oznaczać "ten, który pragnie więcej pokoju", lub "ten, który przynosi więcej pokoju".
Bolemir imieniny obchodzi: 6 stycznia, 6 września, 9 września.
W 1994 roku odmianę imienia Bolemierz nosiło 3 mężczyzn w Polsce. 
Znane osoby o tym imieniu:
- Franciszek Bolemir Kwiet – czeski slawista, filozof, poeta i tłumacz, profesor nadzwyczajny warszawskiej Szkoły Głównej
- Václav Bolemír Nebeský – czeski poeta romantyczny